# Wi-Fi 6

IEEE 802.11ax je novou modulací standardu IEEE 802.11, který byl schválen v únoru 2021. Dle nové jmenné konvence Aliance Wi-Fi je tato modulace označována jako Wi-Fi 6. Nové pojmenování jednotlivých modulací standardu IEEE 802.11 Aliance Wi-Fi zavádí z důvodu snadnějšího pochopení jednotlivých generací Wi-Fi pro běžného uživatele. Toto nové označení standardu IEEE 802.11 není spojeno s rychlostí ani s jiným technickým parametrem. Jedná se o přímého nástupce standardu IEEE 802.11ac (Wi-Fi 5).
Oproti předcházejícím standardům, které byly především zaměřeny na zvyšování přenosové rychlosti, je Wi-Fi 6 zaměřena na zlepšení spolehlivosti a celkovou propustnost sítě v prostředí s velkým počtem zařízení. Může jich být až čtyřnásobně víc proti předchozí Wi-Fi 5. 
Přenosová rychlost Wi-Fi 6 je navýšena "pouze" o 37% na 9,6 Gb/s oproti 6,4 Gb/s u Wi-Fi 5.
Standard je zpětně kompatibilní s předešlými standardy 802.11a/g/n/ac. 
Dalším přínosem je možnost prodloužit interval mezi přihlášeními daného zařízení do sítě, což šetří baterii daného zařízení (funkce TWT).
Standard 802.11ax podporuje iPhone 11 a novější (maximální šířka pásma 80 MHz a maximálně dva streamy), Samsung Galaxy A52s 5G, Galaxy Note 10, Galaxy S10 a další (případně novější) zařízení. Wi-Fi 6E podporuje Samsung Galaxy S21 Ultra, iPhone 14 ho nepodporuje.

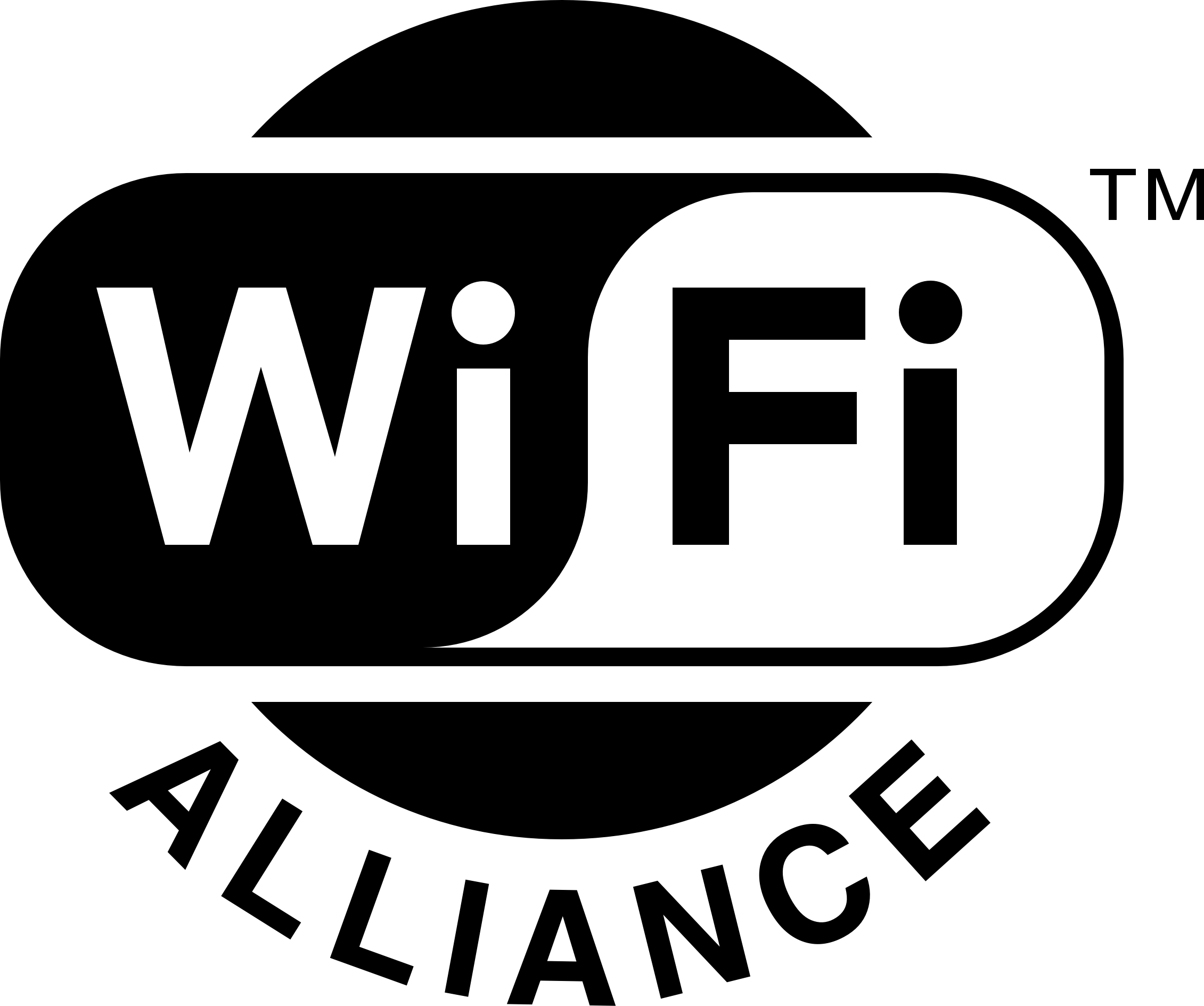

## Technologie Wi-Fi 6
- OFDMA
- MU-MIMO
- BSS Color
- TWT
- NAV
- Rozšíření přenosového pásma na 160 MHz
- Modulace 1024-QAM
- Frekvenční pásma 2,4 GHz a 5 GHz (Wi-Fi 6E též 6 GHz)

### OFDMA
Základním mechanismem OFDMA je rozdělení přenosu mezi několik sub kanálů, které se označují jako zdrojové jednotky (RU). Tento mechanismus je široce používaný především v celulárních sítích 5G. Ve standardu 802.11ax, který je prvním standardem Wi-Fi využívajícím tento mechanismus, lze rozdělit kanály Wi-Fi na 20, 40, 80 a 160 MHz na 9,18, 37 a 74 RU. Pro jeden 20MHz kanál lze tedy paralelně obsloužit až 9 různých uživatelů. Pro širší kanály tento počet adekvátně vzrůstá. Mimo efektivnější využití spektra přináší OFDMA také zmenšení režie přenosu, kde potvrzení úspěšného přenosu je vyžadováno od všech klientů současně. Pro fungování komunikace v rámci OFDMA je nutné, aby klienty někdo vzájemně koordinoval. O tuto koordinaci se v případě Wi-Fi 6 autonomně stará přístupový bod (AP), ze strany uživatele nebo zařízení není nutná žádná konfigurace.

### MU-MIMO
Umožňuje za pomoci prostorových streamů obsloužit paralelně několik klientů díky tvarování energie vysílaného signálu (beamforming). V ideálním případě se u klienta nachází maximální signál vlastního streamu a nulový od cizích streamů. Tímto způsobem je možné vysílání několika nezávislých toků na jedné frekvenci, a to bez vzájemného rušení. Wi-Fi 6 umožňuje konfiguraci 8x8 streamů, tedy osm streamů do osmi zařízení, případně několik streamů k jednomu uživateli. Oproti Wi-Fi 5, kde MU-MIMO bylo dostupné pouze pro čtyři streamy a download, je u Wi-Fi 6 MU-MIMO dostupné jak pro download tak i upload.

### BSS Color
BSS – Basic Service Set, lze zjednodušeně charakterizovat jako jeden AP a určitý počet asociovaných klientů (připojených stanic) k vysílané Wi-Fi síti daným AP. Wi-Fi 6 umožňuje označit komunikaci v rámci jedné BSS určitou barvou a komunikaci mimo tuto BSS jinou barvou. Jedná se o nastavení určitého bitu v PHY/MAC hlavičce, který může nabývat hodnot "0" až "63". Pomocí tohoto bitu jsou rozlišeny vlastní a cizí rámce. Pokud dojde k detekci komunikace jiné "barvy" na stejném kanále, je tato komunikace ignorována a lze přistupovat ke spektru a zahájit vlastní vysílání.

### TWT
Funkce TWT – Target Wake Time umožňuje AP definovat pro jednotlivé klienty konkrétní čas nebo celou sadu časů, ve kterých spolu budou komunikovat. Mimo tento dohodnutý čas je klient odpojen. Tímto dochází k minimalizaci spotřeby energie a prodloužení životnosti baterie u mobilních zařízení.

### 1024-QAM
Kvadraturní amplitudová modulace (QAM) slouží k modulaci (binárních) číslic na analogový signál. Tyto přenosy signálu se též nazývají symboly. Každý signál se vysílá po určitou dobu - doba trvání symbolu. Pro 1024-QAM je tato doba 12,8 μs oproti 3,2 μs u Wi-Fi 5, která využívá 256-QAM. Počet přenesených bitů pomocí QAM se vypočítá pomocí logaritmu o základu 2 a hodnotě QAM. V případě Wi-Fi 6 je počet přenesených bitů 10 (log2 1024=10) oproti 8 bitům u Wi-Fi 5 (log2 256=8). Wi-Fi 6 má tedy o 25% větší propustnost než předchozí Wi-Fi 5.

### Ostatní
Podpora pásem 2,4 GHz a 5 GHz (teoreticky podporuje pásma mezi 1 a 7 GHz) – Wi-Fi 5 podporuje pouze pásmo 5GHz, podpora zabezpečení WPA3, nárůst šířky pásma až na 160MHz. 

## Porovnání s Wi-Fi 5
| Vlastnost                                          | Standard                 | Standard                   |
| Vlastnost                                          | Wi-Fi 5 (IEEE 802.11ac)  | Wi-Fi 6 (IEEE 802.11ax)    |
| -------------------------------------------------- | ------------------------ | -------------------------- |
| Frekvence                                          | 5 GHz                    | 2,4 GHz + 5 GHz            |
| Kanály                                             | 20,40, 80, 80+80,160 MHz | 20,40,80,80+80,160 MHz     |
| Modulace                                           | 256-QAM                  | 1024-QAM                   |
| Kódování                                           | OFDM                     | OFDMA                      |
| Podpora MIMO                                       | 4x4 download MIMO        | 8x8 download a upload MIMO |
| Šířka subnosné                                     | 312,5 kHz                | 78,125 kHz                 |
| Teoretická max. přenosová kapacita jednoho streamu | 433 Mb/s                 | 600,4 Mb/s                 |
| BSS Color                                          | NE                       | ANO                        |
| TWT                                                | NE                       | ANO                        |
| NAV                                                | 1x                       | 2x                         |
| Fragmentace                                        | statická                 | dynamická                  |
| Trvání ochranného intervalu                        | 0,4 μs nebo 0,8 μs       | 0,8 μs, 1,6 μs nebo 3,2 μs |
| Doba trvání symbolu                                | 3,2 μs                   | 12,8 μs                    |

### Další rozšíření
V letech 2021–2023 probíhá uvolňování dalšího pásma 6 GHz a přijetí standardu Wi-Fi 6E pro zařízení pracující na krátkou vzdálenost. Jde především o klienty sítě internetu věcí (IoT), kde se uplatní možnost přidělit kanál o šířce pouze 20 MHz s nižší přenosovou rychlostí dat. Kromě toho je přístupový bod schopen vyhovět požadavku například bateriových zařízení na dlouhé přestávky mezi výměnou datového telegramu. Vysokorychlostní přenosy v pásmu 6 GHz jsou součástí až připravovaného standardu Wi-Fi 7.
V evropském prostoru komise CEPT připravuje harmonizaci pro kmitočty 5 925 – 6 425 MHz, zatímco v USA, Kanadě a Brazílii se zpřístupňuje pásmo 5 925 – 7 125 MHz. V tomto pásmu 6 GHz jsou povolena pouze zařízení standardu WiFi 6, aby nedocházelo k degradaci propustnosti pásma.